# Бриджтон (Мен)
Бриджтон (англ. Bridgton) — місто (англ. town) в США, в окрузі Камберленд штату Мен. Населення — 5418 осіб (2020).

## Демографія
Згідно з переписом 2010 року, у місті мешкало 5210 осіб у 2240 домогосподарствах у складі 1431 родини. Було 4051 помешкання
Расовий склад населення:
| - 96,6 % — білих - 0,7 % — чорних або афроамериканців - 0,4 % — корінних американців - 0,3 % — азіатів |

До двох чи більше рас належало 1,7 %. Частка іспаномовних становила 1,2 % від усіх жителів.
За віковим діапазоном населення розподілялося таким чином: 18,6 % — особи молодші 18 років, 61,6 % — особи у віці 18—64 років, 19,8 % — особи у віці 65 років та старші. Медіана віку мешканця становила 46,8 року. На 100 осіб жіночої статі у місті припадало 96,9 чоловіків;  на 100 жінок у віці від 18 років та старших — 95,9 чоловіків також старших 18 років.
Середній дохід на одне домашнє господарство  становив 58 176 доларів США (медіана — 48 319), а середній дохід на одну сім'ю — 63 938 доларів (медіана — 56 161). Медіана доходів становила 45 563 долари для чоловіків та 31 781 долар для жінок. За межею бідності перебувало 16,9 % осіб, у тому числі 17,9 % дітей у віці до 18 років та 7,5 % осіб у віці 65 років та старших.
Цивільне працевлаштоване населення становило 2289 осіб. Основні галузі зайнятості: освіта, охорона здоров'я та соціальна допомога — 31,4 %, мистецтво, розваги та відпочинок — 15,3 %, роздрібна торгівля — 14,0 %.